# Zhang Dong
Det här är en artikel om en person med kinesiskt personnamn; Zhang är familjenamnet.
Zhang Dong (kinesiska: 张冬), född 18 november 1996, är en kinesisk kanotist.

## Karriär
Vid olympiska sommarspelen 2020 i Tokyo tävlade Zhang i två grenar. Han slutade på sjätte plats i K-1 1000 meter samt var en del av Kinas lag tillsammans med Yang Xiaoxu, Wang Congkang och Bu Tingkai som blev utslagna i semifinalen på K-4 500 meter.